# Sapho fumosa
Sapho fumosa là loài chuồn chuồn trong họ Calopterygidae. Loài này được Longfield mô tả khoa học đầu tiên năm 1932.